# Lustro (álbum)
Lustro é o terceiro álbum de estúdio da banda Clã, lançado em 2000. Foi disco de ouro por mais de vinte mil cópias vendidas. O disco recebeu o prémio de Álbum do Ano, nos Prémios Blitz, e valeu à banda o reconhecimento como Grupo do Ano e a Manuela Azevedo o de Melhor Voz Feminina.

## Descrição do álbum
Grande colecção de canções, Lustro acaba com o peso excessivo de "O Problema de Expressão" na carreira dos Clã e rende-lhes canções tão bem sucedidas quanto "H2omem", "Dançar na Corda Bomba" ou "O Sopro do Coração". Álbum-chave na consagração da banda, Lustro é também aquele que abre o seu universo lírico a nomes como Manel Cruz (Ornatos Violeta), Sérgio Godinho e Arnaldo Antunes, que se juntam assim ao cúmplice Carlos Tê.

## Faixas
1. "Dançar na Corda Bamba"
2. "H2omem"
3. "Amigos de Quem"
4. "O Sopro do Coração"
5. "Fahrenheit"
6. "Lado Esquerdo"
7. "O Sorriso de Gioconda"
8. "Gueixa"
9. "Curioso Clã"
10. "Bem Versus Mal"
11. "Depois do Amor"
12. "A Doença do Bem"
13. "Sangue Frio"

## Membros
- Fernando Gonçalves - bateria
- Hélder Gonçalves - transbaixos, baixo eléctrico, contrabaixo, guitarras barítono, acústica e eléctrica, teclados, bateria, percussões e voz
- Manuela Azevedo - voz, piano e percussões
- Miguel Ferreira - sintetizadores, piano e voz
- Pedro Biscaia - Hammond, Rhodes, Juno, Jupiter, SuperJX e MonoPoly
- Pedro Rito - Baixo